# Rich the Kid
Dimitri Leslie Roger (Queens, Nueva York, 13 de julio de 1992), conocido por su nombre artístico Rich The Kid, es un rapero estadounidense.
Después de una serie de mixtapes independientes, firmó con Interscope Records en el 2017 para lanzar su álbum de estudio debut, «The World Is Yours» (2018). Apoyado por los sencillos «New Freezer» (con Kendrick Lamar) y «Plug Walk», el álbum alcanzó el número dos en el Billboard 200. Su segundo y tercer álbum de estudio, «The World Is Yours 2» (2019) y «Boss Man» (2020) alcanzaron los números cuatro y 24 de la lista, respectivamente. También ha lanzado los mixtapes colaborativos «Nobody Safe» (2020) con YoungBoy Never Broke Again, y «Trust Fund Babies» (2021) con Lil Wayne. Además, fundó el sello discográfico Rich Forever Music en 2016, a través del cual ha firmado a los raperos Famous Dex y Jay Critch.

## Biografía
Dimitri Leslie Roger nació en Queens, Nueva York. Él es de ascendencia haitiana y creció hablando criollo haitiano con fluidez. Después del divorcio de sus padres, Roger se mudó con su madre a Woodstock, un afluente suburbio 30 minutos al norte de Atlanta, cuando tenía 13 años. Roger dijo que creció escuchando a Nas, Jay Z, Tupac Shakur, Notorious B.I.G. Y 50 Cent, pero después de mudarse a Woodstock, comenzó a escuchar a T.I. y Young Jeezy. Su primer nombre del rap era Black Boy the Kid, pero más tarde lo cambió a Rich the Kid..

## Carrera musical
En 2013, lanzó su primer single mixtape, Been About The Benjamins, y más tarde ese año lanzó una serie mixtape de colaboración con Migos llamado Streets On Lock (volumen 1 y 2), con el volumen 3 siendo lanzado en 2014. Su segundo mixtape en solitario titulado Feels good to be rich fue lanzado en agosto de 2014 y contó con artistas como Young Thug, Rockie Fresh, Kirko Bangz, Yo Gotti y Riff Raff. En noviembre de 2014, Rich the Kid lanzó el sencillo "On My Way" con artistas de GS9, Bobby Shmurda y Rowdy Rebel.
El primer lanzamiento de Rich the Kid en 2015 fue un mixtape colaborativo titulado Still on lock con Migos. En agosto de 2015, lanzó su primer proyecto en solitario Flexin 'On Purpose. El proyecto de 14 pistas incluyó colaboraciones con Fetty Wap, Ty Dolla $ign, Rich Homie Quan y Young Dolph. En octubre de 2015, Streets On Lock 4 fue lanzado, que contenía 27 pistas y colaboraciones de Young Dolph, 2 Chainz y Peewee Longway. Rich the Kid y iLoveMakonnen lanzaron Whip It, con 8 temas el Día de Acción de Gracias, el 26 de noviembre de 2015, con lugares para invitados de Roma Fortune, Migos, T-Wayne y Key. El siguiente mes, Dabbin 'Fever fue lanzado en la víspera de Navidad de 2015, con colaboraciones de Wiz Khalifa, Curren $, Kodak Black y Migos. Él lanzó su charla de la charla de la trampa en el abril de 2016, que ofrece Kodak Black, PartyNextDoor, muestra de Ty Dolla Sign, Migos, y 21 Savage. En mayo de 2017, colaboró como artista destacado en la canción de Diplo "Bankroll". Que también cuenta con Justin Bieber y Young Thug.

## Rich Forever Music
En marzo de 2016, Rich the Kid comenzó su propio sello discográfico llamado Rich Forever Music. El primer artista de la etiqueta firmado era Famous Dex basado en Chicago. Rich the Kid también firmó su primer productor a Rich Forever Music TheLabCook [25] El primer lanzamiento del sello discográfico fue una compilación de 15 pistas titulada Rich Forever Music: The Mixtape, con Famous Dex, Skippa Da Flippa, Lil Yachty, OG Maco y Offset. Rich Forever Music lanzó su segundo proyecto Rich Forever 2 en julio de 2016, un mixtape colaborativo entre Rich the Kid y su compañero de banda Famous Dex, con colaboraciones de Jaden Smith, Wiz Khalifa, Lil Yachty, Playboi Carti y Young Thug.

## Discografía

### Álbumes de estudio
- 2017 Rich Forever 3
- 2018 The World Is Yours
- 2019 The World Is Yours 2
- 2020 BOSS MAN

### Mixtapes
- 2013 Been about the benjamins
- 2014 Feels good to be rich
- 2014 Rich than famous
- 2015 Flexin on purpose
- 2015 Dabbin fever
- 2016 Trap talk
- 2016 Keep flexin